# イバナ・ミロシュ
イバナ・ミロシュ・プロコピッチ（Ivana Miloš Prokopić、女性、1986年3月7日 - ）は、クロアチアの元バレーボール選手。ポジションはミドルブロッカー。元クロアチア代表。

## 来歴
2009年、クロアチア代表に初選出される。同年7月の世界選手権2010欧州大陸予選で代表デビューした。2010年の世界選手権で三大大会に初出場した。

## 球歴
- 世界選手権 - 2010年、2014年
- 欧州選手権 - 2009年、2011年、2013年
- ワールドグランプリ - 2014年

## 所属クラブ
- ŽOKリエカ（2001-2011年）
- イトゥサチ・バクー（2011-2012年）
- Volley 2002 Forlì（2012-2013年）
- AGILバレー（2013-2014年）
- Bursa Büyükşehir Belediyespor（2014-2015年）
- Nilüfer Belediyespor（2015-2016年）
- Bursa Büyükşehir Belediyespor（2016-2017年）
- イル・ビゾンテ・フィレンツェ（2017-2018年）
- ŽOKリエカ（2018-2019年）
- Pursaklar Voleybol İhtisas（2019年）
- CSMトゥルゴヴィシュテ（2019-2020年）